# Atambua
Atambua est une ville d'Indonésie dans la province de Nusa Tenggara oriental. C'est le chef-lieu du kabupaten (département) de Belu. Elle est située dans la partie occidentale de l'île de Timor.

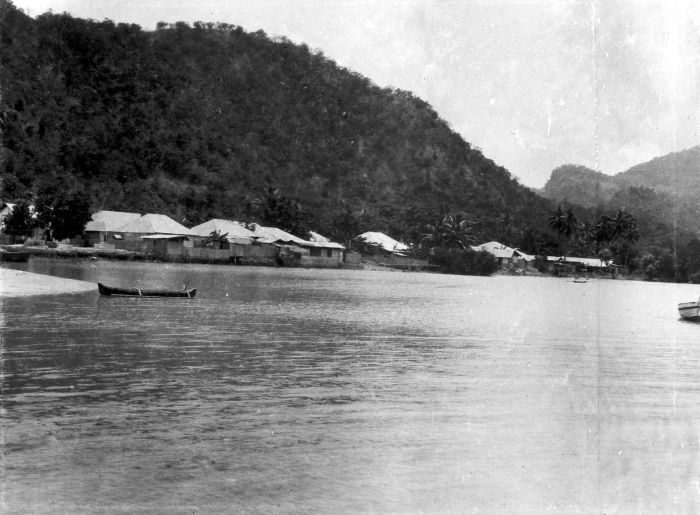
Port d'Atapupu, près de la ville d'Atambua à l'époque des Indes néerlandaises

## Religions
Elle est le siège du diocèse d'Atambua, suffragant de l'archevêché de Kupang ; l'évêque actuel est Dominikus Saku.

## Transports
Atambua possède un aéroport, l'aéroport Haliwen (en) (code AITA : ABU).